# Purificación Santamarta
Purificación Santamarta Bravo (Burgos, 5 de mayo de 1962) es una deportista española que compitió en atletismo adaptado. Ganó 16 medallas en los Juegos Paralímpicos de Verano entre los años 1980 y 2004.

## Biografía
Nació en Burgos en la Barriada Illera el 5 de mayo de 1962. Sufre glaucoma congénito, por lo que desde pequeña tenía muy baja visión. A partir de una operación a los 8 años perdió la visión por completo. Empezó a practicar el atletismo en la escuela, para evadirse de la rutina diaria y llevar una vida más activa. Fue vendedora del cupón de la ONCE,  trabajo que compatibilizaba con los entrenamientos en atletismo.
La participación en las Paralimpiadas de Barcelona 1992 significó para ella un hito en su carrera. En aquella ocasión no cobraron nada pues todavía no se habían creado las becas y los apoyos para las personas con discapacidad.
Con posterioridad siguió compaginando su trabajo como vendedora del cupón, los entrenamientos y el cuidado de dos hijos, Alberto y Sara. Retirada de la competición ejerce como profesora de educación física.

## Palmarés internacional
| Juegos Paralímpicos | Juegos Paralímpicos                                        | Juegos Paralímpicos | Juegos Paralímpicos  |
| Año                 | Lugar                                                      | Medalla             | Prueba               |
| ------------------- | ---------------------------------------------------------- | ------------------- | -------------------- |
| 1980                | Arnhem (Países Bajos)                                      | Medalla de plata    | 400 m A              |
| 1984                | Nueva York (Estados Unidos) Stoke Mandeville (Reino Unido) | Medalla de oro      | 100 m B1             |
| 1984                | Nueva York (Estados Unidos) Stoke Mandeville (Reino Unido) | Medalla de oro      | 400 m B1             |
| 1988                | Seúl (Corea del Sur)                                       | Medalla de oro      | 100 m B1             |
| 1988                | Seúl (Corea del Sur)                                       | Medalla de plata    | 400 m B1             |
| 1988                | Seúl (Corea del Sur)                                       | Medalla de plata    | Salto de longitud B1 |
| 1992                | Barcelona (España)                                         | Medalla de oro      | 100 m B1             |
| 1992                | Barcelona (España)                                         | Medalla de oro      | 200 m B1             |
| 1992                | Barcelona (España)                                         | Medalla de oro      | 400 m B1             |
| 1992                | Barcelona (España)                                         | Medalla de oro      | 800 m B1             |
| 1996                | Atlanta (Estados Unidos)                                   | Medalla de oro      | 100 m T10            |
| 1996                | Atlanta (Estados Unidos)                                   | Medalla de oro      | 200 m T10            |
| 1996                | Atlanta (Estados Unidos)                                   | Medalla de oro      | 400 m T10            |
| 2000                | Sídney (Australia)                                         | Medalla de oro      | 400 m T11            |
| 2000                | Sídney (Australia)                                         | Medalla de plata    | 100 m T12            |
| 2004                | Atenas (Grecia)                                            | Medalla de bronce   | 200 m T11            |

## Reconocimientos y distinciones
- Medalla de Oro de la Real Orden del Mérito Deportivo, otorgada por el Consejo Superior de Deportes (1996)
- Las pistas del polideportivo municipal de San Amaro en Burgos llevan su nombre.[10]
- En el año 2006 recibió el Premio Castilla y León de los Valores Humanos.[10]